# A legnagyobb példányszámban eladott albumok listája az Amerikai Egyesült Államokban
Az Amerikai Hanglemezgyártók Szövetsége (RIAA) rendszeresen közzéteszi az Amerikában legnagyobb példányban értékesített albumok toplistáját. Az eladási számok nem szerepelnek rajta, mivel csak egyes albumok platina minősítéseit regisztrálják. Egyszeres platina minősítés egymillió eladott példányt jelent.

## 20x platinalemez vagy afelett
| Év   | Előadó                  | Album                           | Kiadó                | Besorolás   |
| ---- | ----------------------- | ------------------------------- | -------------------- | ----------- |
| 1976 | Eagles                  | Their Greatest Hits (1971–1975) | Asylum Records       | 38× platina |
| 1982 | Michael Jackson         | Thriller                        | Epic Records         | 34× platina |
| 1976 | Eagles                  | Hotel California                | Asylum               | 26× platina |
| 1980 | AC/DC                   | Back in Black                   | Atlantic Records     | 26× platina |
| 1968 | The Beatles             | The Beatles                     | Apple                | 24× platina |
| 1971 | Led Zeppelin            | Led Zeppelin IV                 | Atlantic Records     | 24× platina |
| 1985 | Billy Joel              | Greatest Hits Volume I and II   | Columbia             | 23× platina |
| 1979 | Pink Floyd              | The Wall                        | Columbia/Capitol     | 23× platina |
| 1998 | Garth Brooks            | Double Live                     | Capitol Nashville    | 23× platina |
| 1994 | Hootie and the Blowfish | Cracked Rear View               | Atlantic Records     | 22× platina |
| 1977 | Fleetwood Mac           | Rumours                         | Warner Bros. Records | 21× platina |
| 1997 | Shania Twain            | Come on Over                    | Mercury Nashville    | 20× platina |

## 15 – 19x platinalemez
| Év   | Előadó                   | Album                           | Kiadó             | Besorolás   |
| ---- | ------------------------ | ------------------------------- | ----------------- | ----------- |
| 1987 | Guns N’ Roses            | Appetite for Destruction        | Geffen            | 18× platina |
| 1992 | Whitney Houston          | The Bodyguard                   | Arista            | 18× platina |
| 1990 | Garth Brooks             | No Fences                       | Capitol Nashville | 18× platina |
| 1988 | Journey                  | Greatest Hits                   | Columbia          | 18× platina |
| 1976 | Boston                   | Boston                          | Epic Records      | 17× platina |
| 1995 | Alanis Morissette        | Jagged Little Pill              | Maverick          | 17× platina |
| 1984 | Bruce Springsteen        | Born in the U.S.A.              | Columbia          | 17× platina |
| 1973 | The Beatles              | The Beatles 1967–1970           | Capitol           | 17× platina |
| 1974 | Elton John               | Greatest Hits                   | Polydor           | 17× platina |
| 1975 | Led Zeppelin             | Physical Graffiti               | Swan Song         | 16× platina |
| 1977 | Bee Gees                 | Saturday Night Fever (filmzene) | RSO               | 16× platina |
| 1991 | Metallica                | Metallica                       | Elektra           | 16× platina |
| 1973 | The Beatles              | The Beatles 1962–1966           | Capitol           | 15× platina |
| 1984 | Bob Marley & The Wailers | Legend                          | Island            | 15× platina |
| 1973 | Pink Floyd               | The Dark Side of the Moon       | Capitol           | 15× platina |
| 1986 | Bon Jovi                 | Slippery When Wet               | Mercury           | 15× platina |
| 1978 | Steve Miller Band        | Greatest Hits 1974–78           | Capitol           | 15× platina |
| 1999 | Santana                  | Supernatural                    | Arista            | 15× platina |

## 11 – 14x platinalemez
| Év   | Előadó                          | Album                                 | Kiadó                  | Besorolás   |
| ---- | ------------------------------- | ------------------------------------- | ---------------------- | ----------- |
| 1991 | Garth Brooks                    | Ropin' the Wind                       | Capitol Nashville      | 14× platina |
| 2011 | Adele                           | 21                                    | Columbia/XL            | 14× platina |
| 1977 | Meat Loaf                       | Bat Out of Hell                       | Epic Records           | 14× platina |
| 1997 | Backstreet Boys                 | Backstreet Boys                       | Jive                   | 14× platina |
| 1971 | Carole King                     | Tapestry                              | ODE                    | 14× platina |
| 1999 | Britney Spears                  | ...Baby One More Time                 | Jive                   | 14× platina |
| 1972 | Simon and Garfunkel             | Simon and Garfunkel's Greatest Hits   | Columbia               | 14× platina |
| 1987 | Filmzene                        | Dirty Dancing                         | RCA                    | 14× platina |
| 1985 | Whitney Houston                 | Whitney Houston                       | Arista                 | 14× platina |
| 2004 | Usher                           | Confessions                           | Arista                 | 14× platina |
| 1984 | Prince                          | Purple Rain                           | Warner Bros. Records   | 13× platina |
| 2003 | Outkast                         | Speakerboxxx/The Love Below           | LaFace, Arista         | 13× platina |
| 1986 | Bruce Springsteen               | Live/1975–85                          | Columbia               | 13× platina |
| 1999 | Backstreet Boys                 | Millennium                            | Jive                   | 13× platina |
| 1991 | Pearl Jam                       | Ten                                   | Epic Records           | 13× platina |
| 1998 | Dixie Chicks                    | Wide Open Spaces                      | Monument               | 13× platina |
| 1980 | Aerosmith                       | Greatest Hits                         | Columbia               | 12× platina |
| 1976 | Creedence Clearwater Revival    | Chronicle: 20 Greatest Hits           | Fantasy                | 12× platina |
| 1996 | Matchbox Twenty                 | Yourself or Someone Like You          | Atlantic Records       | 12× platina |
| 1985 | Phil Collins                    | No Jacket Required                    | Atlantic Records       | 12× platina |
| 1994 | Boyz II Men                     | II                                    | Motown                 | 12× platina |
| 1969 | The Beatles                     | Abbey Road                            | Apple                  | 12× platina |
| 1980 | Kenny Rogers                    | Kenny Rogers' Greatest Hits           | Liberty                | 12× platina |
| 1994 | Filmzene                        | Forrest Gump                          | Epic Records           | 12× platina |
| 1972 | The Rolling Stones              | Hot Rocks                             | London                 | 12× platina |
| 1987 | Def Leppard                     | Hysteria                              | Mercury                | 12× platina |
| 2002 | Eminem                          | The Eminem Show                       | Aftermath/Interscope   | 12× platina |
| 1992 | Kenny G                         | Breathless                            | Arista                 | 12× platina |
| 1995 | Shania Twain                    | The Woman in Me                       | Mercury Nashville      | 12× platina |
| 1995 | Jewel                           | Pieces of You                         | Atlantic Records       | 12× platina |
| 2002 | Norah Jones                     | Come Away with Me                     | Blue Note              | 12× platina |
| 1969 | Led Zeppelin                    | Led Zeppelin II                       | Atlantic Records       | 12× platina |
| 1993 | Tom Petty and the Heartbreakers | Greatest Hits                         | MCA                    | 12× platina |
| 1996 | Céline Dion                     | Falling into You                      | Epic Records           | 12× platina |
| 2000 | Linkin Park                     | Hybrid Theory                         | Warner Bros. Records   | 12× platina |
| 1994 | TLC                             | CrazySexyCool                         | LaFace                 | 12× platina |
| 2002 | Shania Twain                    | Up!                                   | Mercury Nashville      | 11× platina |
| 2000 | *NSYNC                          | No Strings Attached                   | Jive                   | 11× platina |
| 1999 | Creed                           | Human Clay                            | Wind-up Records        | 11× platina |
| 1967 | The Beatles                     | Sgt. Pepper’s Lonely Hearts Club Band | Capitol                | 11× platina |
| 2000 | The Beatles                     | 1                                     | Capitol                | 11× platina |
| 1998 | Kid Rock                        | Devil Without a Cause                 | Atlantic Records       | 11× platina |
| 1973 | Led Zeppelin                    | Houses of the Holy                    | Atlantic Records       | 11× platina |
| 1976 | James Taylor                    | Greatest Hits                         | Warner Bros. Records   | 11× platina |
| 1982 | Eagles                          | Eagles Greatest Hits, Vol. 2          | Asylum                 | 11× platina |
| 1997 | Filmzene                        | Titanic                               | Epic                   | 11× platina |
| 2015 | Adele                           | 25                                    | Columbia/XL            | 11× platina |
| 2000 | Eminem                          | The Marshall Mathers LP               | Aftermath/Interscope   | 11× platina |
| 1997 | The Notorious B.I.G.            | Life After Death                      | Bad Boy Records/Arista | 11× platina |
| 1999 | Dixie Chicks                    | Fly                                   | Monument Records       | 11× platina |
| 1997 | Céline Dion                     | Let’s Talk About Love                 | Epic Records           | 11× platina |
| 1995 | Mariah Carey                    | Daydream                              | Columbia               | 11× platina |
| 1977 | Billy Joel                      | The Stranger                          | Columbia               | 11× platina |
| 1987 | Michael Jackson                 | Bad                                   | Epic                   | 11× platina |
| 1990 | Madonna                         | The Immaculate Collection             | Sire                   | 11× platina |

## 10x platinalemez
| Év   | Előadó                             | Album                                  | Kiadó                          | Besorolás   |
| ---- | ---------------------------------- | -------------------------------------- | ------------------------------ | ----------- |
| 1996 | 2Pac                               | All Eyez on Me                         | Death Row Records              | 10× platina |
| 1998 | 2Pac                               | Greatest Hits                          | Interscope                     | 10× platina |
| 1986 | Beastie Boys                       | Licensed To Ill                        | Def Jam                        | 10x platina |
| 1994 | Bob Seger & The Silver Bullet Band | Greatest Hits                          | Capitol Records                | 10× platina |
| 2000 | Britney Spears                     | Oops!… I Did It Again                  | Jive                           | 10× platina |
| 1983 | Def Leppard                        | Pyromania                              | Mercury Records                | 10× platina |
| 1976 | The Doobie Brothers                | Best of The Doobies                    | Warner Bros. Records           | 10× platina |
| 1985 | The Doors                          | The Best of The Doors                  | Elektra                        | 10× platina |
| 1957 | Elvis Presley                      | Elvis' Christmas Album                 | RCA Camden & Pickwick          | 10× platina |
| 1992 | Eric Clapton                       | Unplugged                              | Reprise Records                | 10× platina |
| 2005 | Eminem                             | Curtain Call: The Hits                 | Shady / Aftermath / Interscope | 10x platina |
| 2003 | Evanescence                        | Fallen                                 | Craft Recordings               | 10x platina |
| 1989 | Garth Brooks                       | Garth Brooks                           | Capitol                        | 10× platina |
| 1997 | Garth Brooks                       | Sevens                                 | Capitol Nashville              | 10× platina |
| 1994 | Garth Brooks                       | The Hits                               | Liberty Records                | 10× platina |
| 2007 | Garth Brooks                       | The Ultimate Hits                      | Pearl Records                  | 10× platina |
| 1987 | George Michael                     | Faith                                  | Columbia                       | 10× platina |
| 1994 | Green Day                          | Dookie                                 | Reprise Records                | 10× platina |
| 1990 | Led Zeppelin                       | Led Zeppelin (box set)                 | Atlantic Records               | 10× platina |
| 1983 | Lionel Richie                      | Can't Slow Down                        | Motown                         | 10× platina |
| 1984 | Madonna                            | Like a Virgin                          | Sire                           | 10× platina |
| 1993 | Mariah Carey                       | Music Box                              | Columbia                       | 10× platina |
| 1990 | MC Hammer                          | Please Hammer Don't Hurt 'Em           | Capitol                        | 10× platina |
| 2000 | Nelly                              | Country Grammar                        | Universal                      | 10× platina |
| 2005 | Nickelback                         | All the Right Reasons                  | Roadrunner                     | 10× platina |
| 1991 | Nirvana                            | Nevermind                              | DGC                            | 10× platina |
| 1995 | No Doubt                           | Tragic Kingdom                         | Trauma Records                 | 10× platina |
| 1998 | *NSYNC                             | *NSYNC                                 | RCA                            | 10× platina |
| 1967 | Patsy Cline                        | Patsy Cline's Greatest Hits            | Decca                          | 10× platina |
| 1994 | REO Speedwagon                     | Hi Infidelity                          | Epic Records                   | 10× platina |
| 1995 | The Smashing Pumpkins              | Mellon Collie and the Infinite Sadness | Virgin                         | 10× platina |
| 1976 | Stevie Wonder                      | Songs in the Key of Life               | Motown                         | 10× platina |
| 1987 | U2                                 | The Joshua Tree                        | Island                         | 10× platina |
| 1978 | Van Halen                          | Van Halen                              | Warner Bros. Records           | 10× platina |
| 1984 | Van Halen                          | 1984 (MCMLXXXIV)                       | Warner Bros. Records           | 10× platina |
| 1983 | ZZ Top                             | Eliminator                             | Warner Bros. Records           | 10× platina |
| 1994 | Filmzene                           | The Lion King                          | Disneyland                     | 10× platina |

## Minősítési rekordok az USA-ban
| Előadó          | Rekord | Besorolás   |
| --------------- | --- | ----------- |
| Eagles          | Legmagasabb példányszámban elkelt válogatásalbum – Their Greatest Hits (1971–1975)                         | 38× platina |
| Eagles          | Legmagasabb példányszámban elkelt album együttes által – Their Greatest Hits (1971–1975)                   | 38× platina |
| Michael Jackson | Legmagasabb példányszámban elkelt stúdióalbum – Thriller                                                   | 33× platina |
| Michael Jackson | Legmagasabb példányszámban elkelt album szóló énekes és pop előadó által – Thriller                        | 33× platina |
| Billy Joel      | Legmagasabb példányszámban elkelt album férfi rock énekes által – Greatest Hits, Vols. 1 & 2               | 23× platina |
| Led Zeppelin    | Legmagasabb példányszámban elkelt album hard rock együttes által – Led Zeppelin IV                         | 23× platina |
| Pink Floyd      | Legmagasabb példányszámban elkelt album progresszív rock együttes által – The Wall                         | 23× platina |
| Pink Floyd      | Legmagasbb példányszámban elkelt filmzene – The Wall                                                       | 23× platina |
| Garth Brooks    | Legmagasabb példányszámban elkelt koncertalbum – Double Live                                               | 21× platina |
| Garth Brooks    | Legmagasabb példányszámban elkelt country album férfi énekes által – Double Live                           | 21× platina |
| Shania Twain    | Legmagasabb példányszámban elkelt album énekesnő által – Come on Over                                      | 20× platina |
| Shania Twain    | Legmagasabb példányszámban elkelt country stúdióalbum – Come on Over                                       | 20× platina |
| Guns N’ Roses   | Legmagasabb példányszámban elkelt debütáló album rock együttes által – Appetite for Destruction            | 18× platina |
| Metallica       | Legmagasabb példányszámban elkelt album heavy metal együttes által – Metallica                             | 16× platina |
| Backstreet Boys | Legmagasabb példányszámban elkelt album popegyüttes által – Backstreet Boys                                | 14× platina |
| Britney Spears  | Legmagasabb példányszámban elkelt album popénekesnő által és debütáló album – ...Baby One More Time        | 14× platina |
| Britney Spears  | Legmagasabb példányszámban elkelt album tinédzser által – ...Baby One More Time                            | 14× platina |
| Whitney Houston | Legmagasabb példányszámban elkelt női R&B debütáló album – Whitney Houston                                 | 13× platina |
| Pearl Jam       | Legmagasabb példányszámban elkelt album alternatív rock/grunge együttes által – Ten                        | 13× platina |
| Matchbox Twenty | Legmagasabb példányszámban elkelt album poszt-grunge együttes által – Yourself Or Someone Like You         | 12× platina |
| Boyz II Men     | Legmagasabb példányszámban elkelt album R&B előadó által – II                                              | 12× platina |
| Outkast         | Legmagasabb példányszámban elkelt album rap együttes által – Speakerboxxx/The Love Below                   | 11× platina |
| TLC             | Legmagasabb példányszámban elkelt album női R&B együttes által – CrazySexyCool                             | 11× platina |
| Kid Rock        | Legmagasabb példányszámban elkelt album szóló rap előadó által- Devil Without a Cause                      | 11× platina |
| Green Day       | Legmagasabb példányszámban elkelt album punk pop együttes által – Dookie                                   | 10× platina |
| Madonna         | (Megosztva) Legmagasabb példányszámban elkelt válogatáslemez nő előadó által – The Immaculate Collection   | 10× platina |
| Patsy Cline     | (Megosztva) Legmagasabb példányszámban elkelt válogatáslemez nő előadó által – Patsy Cline's Greatest Hits | 10× platina |